# Europastraße 57
Die Europastraße 57 (kurz: E 57) ist eine von Norden nach Süden verlaufende Europastraße. Sie führt von Sattledt in Österreich bis Ljubljana in Slowenien. Zwischen Graz und Maribor verläuft sie gemeinsam mit der Europastraße 59.

## Orte an der E 57 (Auswahl)
- Österreich
  - Sattledt
  - Liezen
  - Rottenmann
  - Graz
- Slowenien
  - Maribor
  - Celje
  - Ljubljana